# A Magyar Kultúra Lovagjai 2002
A Magyar Kultúra Lovagja 2002. évi kitüntetettjei

## A Magyar Kultúra Lovagja
91.	Albert István (Szárász) polgármester, „A település közművelődésének fejlesztéséért”
92.	Binderné Palocsay Erzsébet (Tiszaújváros) költő, „Népművelői tevékenységéért”
93.	Borkútiné Murányi Mária (Miskolc-Görömböly) népművelő, „Közművelődés fejlesztéséért”
94.	Daragó Károly (Bogács) népművelő, „Népművelői tevékenységéért”
95.	Domján Lajos (Budapest) művészeti vezető, „A zenei örökség alkotó fejlesztéséért”
96.	Dudás Sándor (Csongrád) szobrászművész, „A kortárs képzőművészet fejlesztéséért”
97.	Dr. Egyed Ferdinánd (Salgótarján) Művelődési Ház igazgató, „Közművelődési tevékenységéért”
98.	Fülöp Mihály (Biharkeresztes) polgármester, „Közművelődés segítő munkásságáért”
99.	Prof. Robert Hammerstiel (Ternitz, Ausztria) író, képzőművész, „Nemzetközi kulturális kapcsolatok ápolásáért”
100.	Hortiné dr. Bathó Edit (Jászberény) múzeológus, „A magyar kulturális örökség megőrzéséért és alkotó fejlesztéséért”
101.	 Horváth-Hoitsy Edit (Budapest) irodalmár, „Irodalmi munkásságáért”
102.	 Ihász-Kovács Éva (Budapest) költő, író, „Irodalmi munkásságáért és a falvak kultúrájának támogatásáért”
103.	 Jankovits Gusztáv (Csopak) festőművész, „A kortárs képzőművészet fejlesztéséért”
104.	 Juhász Jenőné (Pécel) kántortanító, „A magyar kulturális örökség megőrzéséért”
105.	 Kanizsa József (Budapest) író, költő, „A magyar kortárs irodalom fejlesztéséért”
106.	 Karsai Zsigmond (Pécel) népművészet mestere, „A népzenei és néptánc örökség megmentéséért”
107.	 Dr. Király Béla (Budapest) vezérezredes. miniszterelnöki tanácsadó, „A magyar kulturális örökség gazdagításáért”
108.	 É. Kovács László (Gömörszőlős) polgármester, „A magyar néprajzi és irodalmi örökség megőrzéséért”
109.	 Krajnikné Hegyi Irén (Beregszász, Ukrajna) tanárnő, „A magyar zenei örökség határon túli megőrzéséért”
110.	 Dr. Legányi Marianna (Mosonmagyaróvár) fogszakorvos, író és költő, „A hitéleti irodalom támogatásáért”
111.	 Márton András (Budapest) altábornagy, „Katonapedagógusi munkásságáért”
112.	 Pallér Attila (Nagykövesd, Szlovákia) vállalkozó, „A határon túli magyar kultúra fejlesztéséért”
113.	 Dr. Papp József (Tiszacsege) tanár-néprajzkutató, „A magyar kulturális örökség megőrzéséért”
114.	 Pálinkás Péter (Budapest) karnagy, „A magyar zenekultúra ápolásáért”
115.	 Pocsai Vince (Beregszász, Ukrajna) református lelkész, „A magyar kultúra határon túli megőrzéséért”
116.	 Raduly József (Budapest) a 100 Tagú Budapesti Cigányzenekar Kulturális Egyesület elnök-producere. Az OCÖ alelnöke, „A magyar zenekultúra népszerűsítéséért”
117.	 Rajkai Zsomborné (Kazincbarcika) tanár, „A magyar kortárs irodalom fejlesztéséért”
118.	 Sellei Zoltán (Budapest) előadóművész, „A magyar irodalom fejlesztéséért”
119.	 Dr. Simek Viktor (Kolon, Szlovákia) igazgatóhelyettes, „A határon túli magyar kulturális örökség megmentéséért”
120.	 Szántó József (Albertirsa) tanító, „Népművelő munkásságáért”
121.	 Tódor Albert (Nagyszalonta, Románia) polgármester, „A magyar kulturális örökség fejlesztéséért”
122.	 Tolcsvay Béla (Budapest) énekmondó, „A magyar zenei kultúra megőrzéséért és népszerűsítéséért”
123.	 Tóth János (Tornaszentjakab) tanító, „Közművelődési életművéért”
124.	 Veress D. Csaba (Veszprém) történész, „A magyar hadtörténelem kutatásáért”
125.	 Zámbó István (Budapest) karnagy, „A zenekultúra fejlesztéséért”

## Posztumusz A Magyar Kultúra Lovagja
126.	 Kiss István (Balástya) népművelő, „A magyar kultúra érdekében kifejtett életművéért”

## A Magyar Kultúra Apródja
127.	 Bódis Beatrix (Győrújbarát) népművelő, „Népművelői munkásságáért”
128.	 Pásti József (Ikervár) Művelődési Ház igazgatója, „Népművelői tevékenységéért”
129.	 Sebestyén Zoltán (Mogyoród) faszobrász, „Település képzőművészeti fejlesztéséért”